# Рёйвархёбн
Рё́йвархёбн (исл. Raufarhöfn; исландское произношение: [ˈrøyvarhœpn̥]) — небольшая деревня на северо-востоке Исландии в регионе Нордюрланд-Эйстра.

## География
Рёйвархёбн находится на восточном побережье полуострова Мельраккасльетта на берегу бухты Сандвик Лагарфльоут, всего в 15 км к югу мыса Хрёйнхабнартаунги, который является самой северной точки Исландии. Административно относится к общине Нордюртинг региона Нордюрланд-Эйстра. Расстояние от Рёйвархёбна до столицы Рейкьявика составляет 634 км.

## Климат
В Рёйвархёбне наблюдается очень редкий тип субарктического климата — средиземноморский с холодным сухим летом (Dsc по классификации Кёппена). Самая высокая температура, когда-либо зарегистрированная в поселении, составляла 24,7 °C (август), самая низкая — минус 24,6 °C (март). Расположение на берегу моря, равнинный рельеф полуострова Мельраккасльетта и постоянное влияние арктических воздушных масс обусловливают незначительный годовой ход среднемесячных температур — всего около 10 °C. Из-за близости к Северному полярному кругу в декабрьском Рёйвархёбне почти не бывает солнечного света, а в июле в среднем наблюдаются лишь 3,8 часа солнечного сияния в сутки из-за преобладания пасмурной погоды.
| Показатель                                | Янв.  | Фев.  | Март  | Апр.  | Май   | Июнь | Июль | Авг. | Сен. | Окт.  | Нояб. | Дек.  | Год   |
| ----------------------------------------- | ----- | ----- | ----- | ----- | ----- | ---- | ---- | ---- | ---- | ----- | ----- | ----- | ----- |
| Абсолютный максимум, °C                   | 10,3  | 11,0  | 12,7  | 17,0  | 20,8  | 24,0 | 23,0 | 24,7 | 21,7 | 17,2  | 14,8  | 10,6  | 24,7  |
| Средний суточный максимум, °C             | 0,4   | 0,8   | 0,6   | 2,8   | 5,8   | 9,3  | 10,9 | 10,8 | 8,0  | 5,1   | 1,9   | 0,8   | 4,8   |
| Средняя температура, °C                   | −2,2  | −1,9  | −2,2  | −0,2  | 2,9   | 6,4  | 8,0  | 8,0  | 5,3  | 2,6   | −0,6  | −2,0  | 2,0   |
| Средний суточный минимум, °C              | −5,0  | −4,6  | −4,9  | −2,8  | 0,5   | 4,0  | 5,7  | 5,7  | 2,8  | 0,2   | −3,3  | −4,9  | −0,6  |
| Абсолютный минимум, °C                    | −21,5 | −21,2 | −24,6 | −21,8 | −16,0 | −3,7 | −2,3 | −2,2 | −6,0 | −11,2 | −17,9 | −17,9 | −24,6 |
| Норма осадков, мм                         | 76    | 57    | 66    | 47    | 28    | 39   | 48   | 58   | 73   | 86    | 80    | 77    | 733   |
| Источник: Icelandic Meteorological Office |       |       |       |       |       |      |      |      |      |       |       |       |       |

## Население
В 1960-х годах Рёйвархёбн был одним из самых важных портов для экспорта сельди в Исландии и самым густонаселённым местом на северо-востоке страны. Когда в конце 1960-х годов закончился сельдяной бум, в городе начался экономический спад, который, помимо отдалённого местоположения, несомненно, послужил причиной оттока населения из Рёйвархёбна. К началу 1980-х годов население уменьшилось до 470 человек, в начале 1990-х в селении было уже 400 жителей, а к было 168 жителей, а в 2021 году в Рёйвархёбне живет 174 человека.
Источник: Mannfjöldi eftir kyni, aldri og sveitarfélögum 1998-2021 (исл.). hagstofa.is. Reykjavík: Hagstofa Íslands [Статистическая служба Исландии]. Дата обращения: 5 декабря 2021.

## Галерея

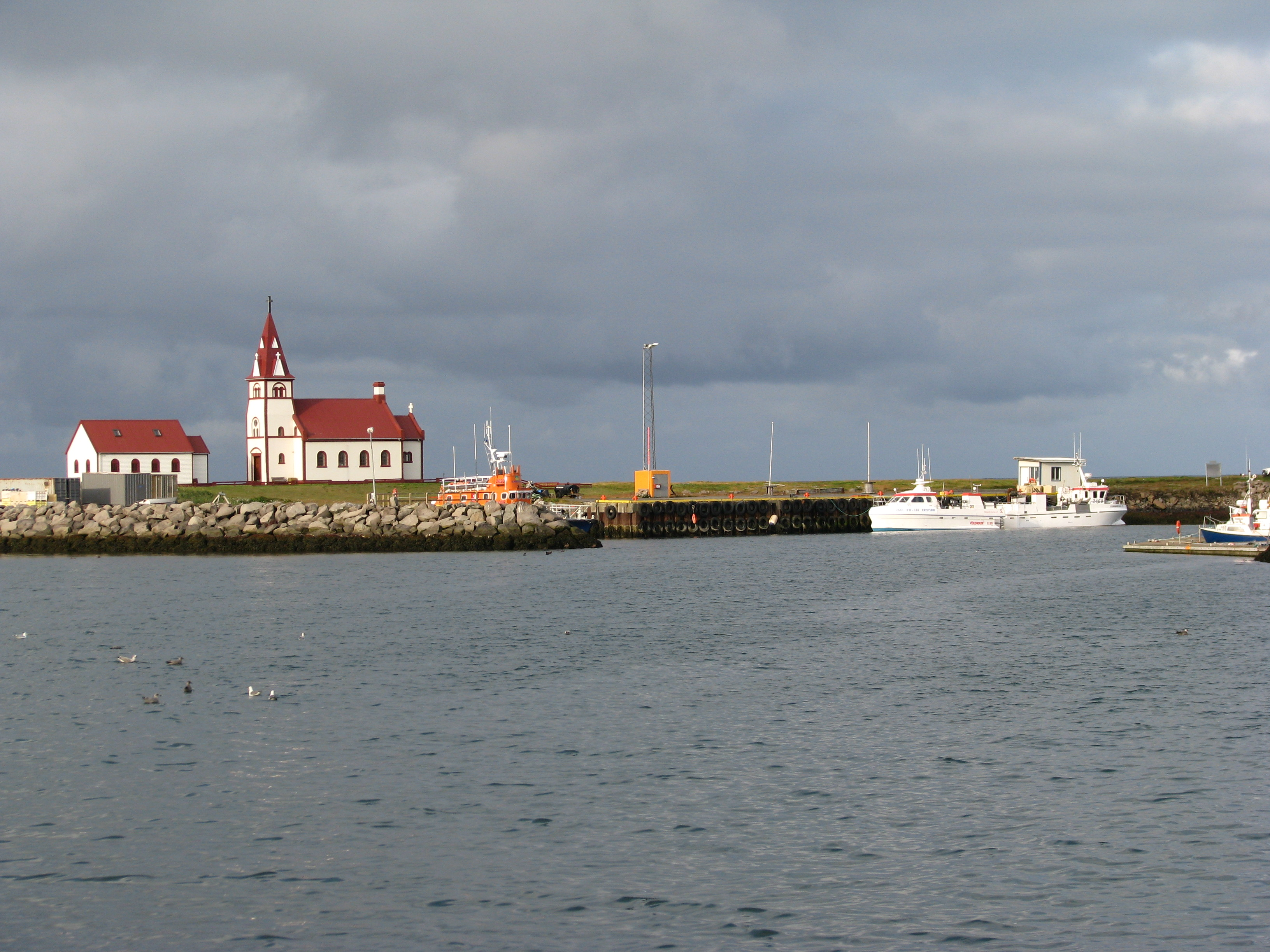
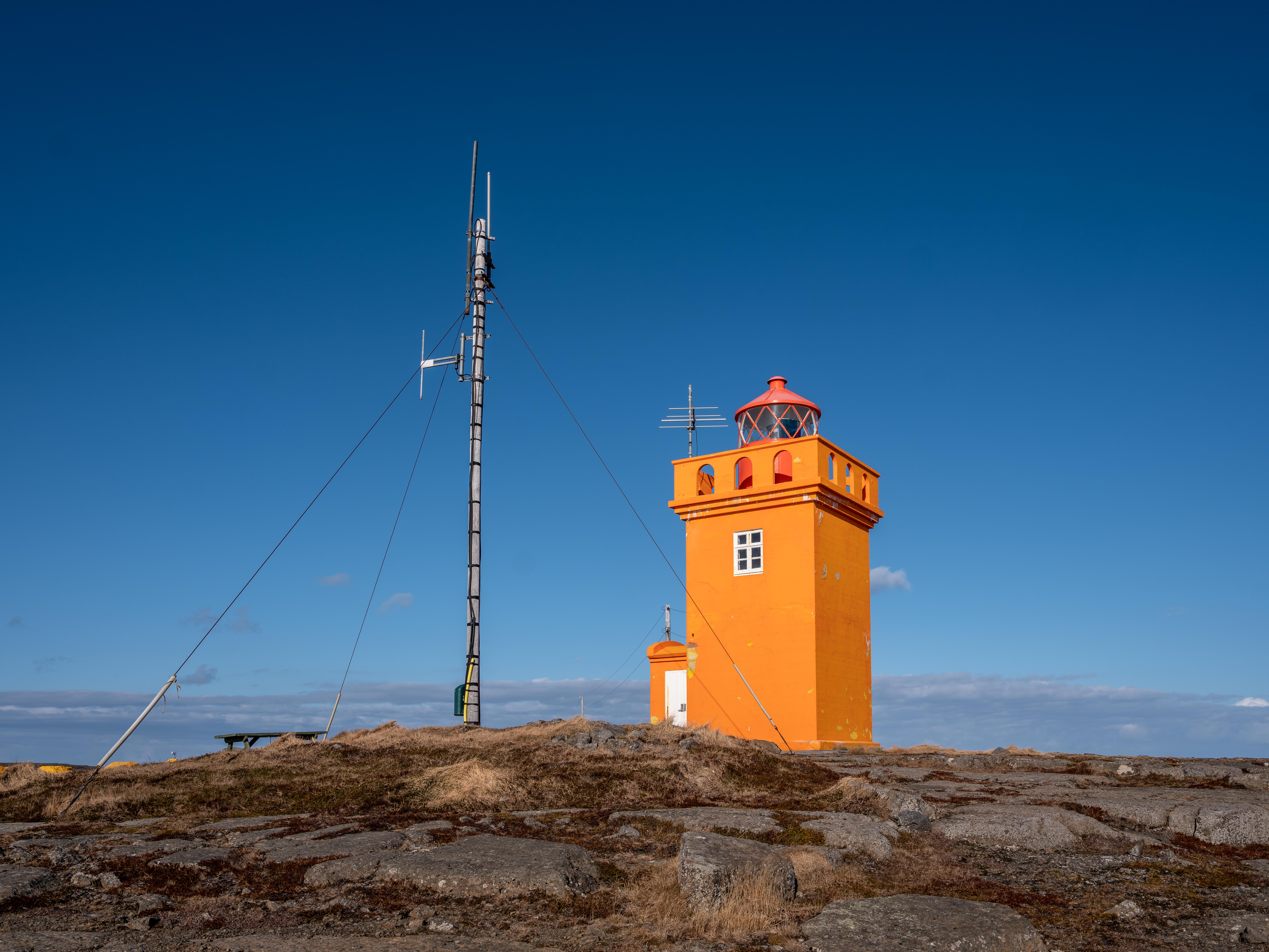
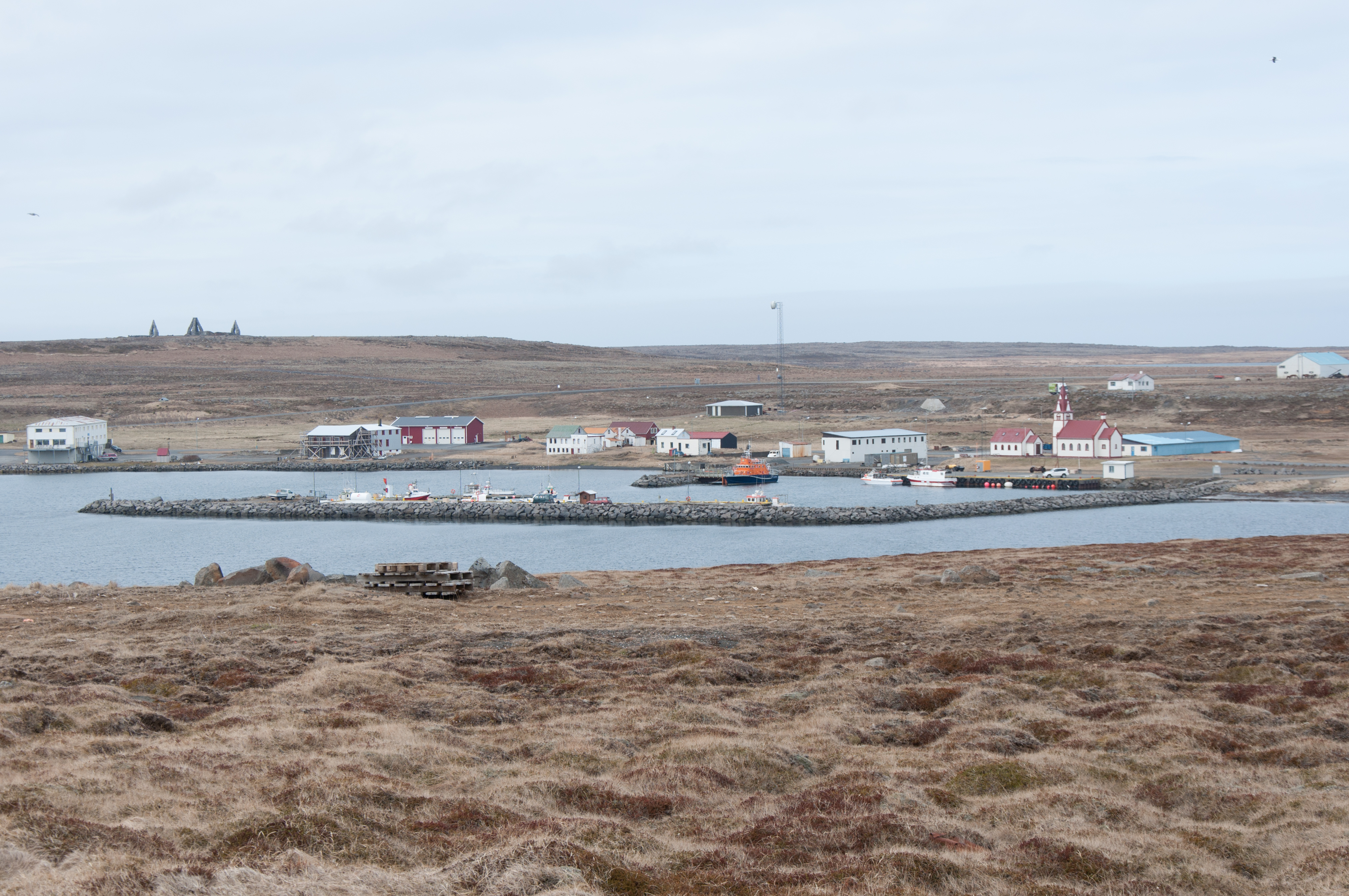
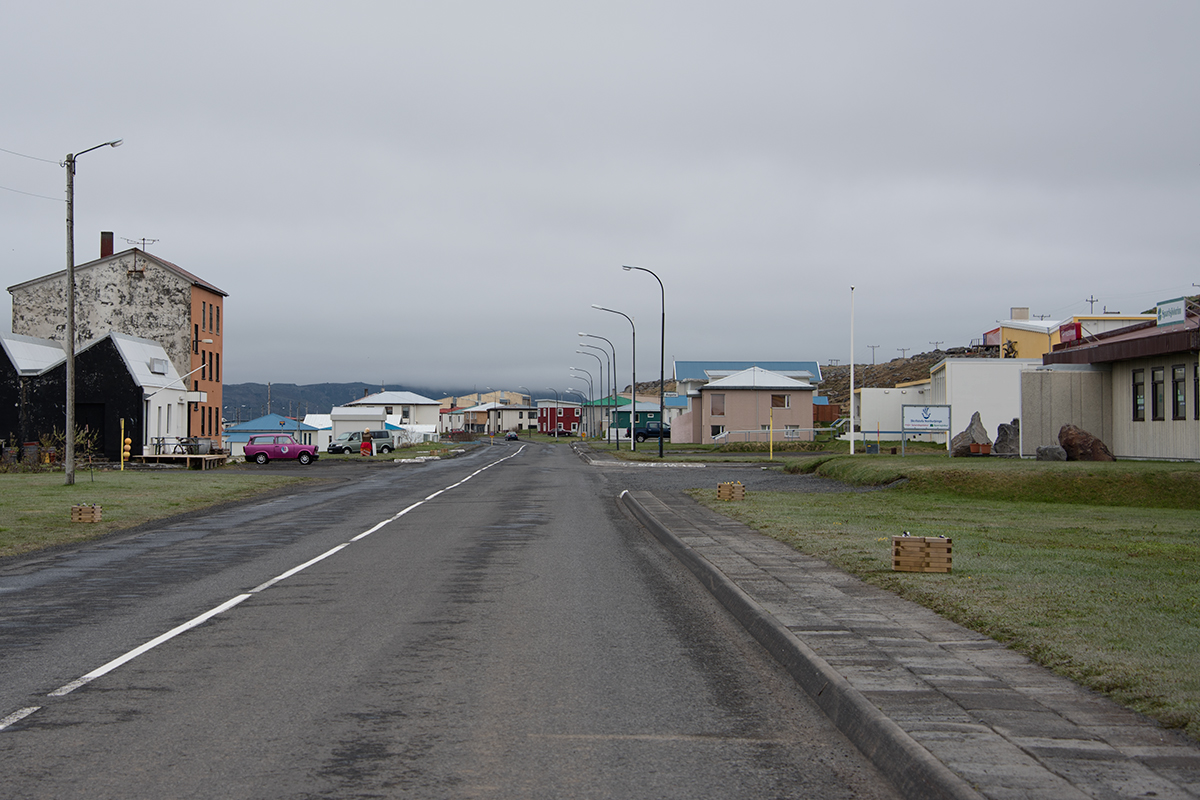